# Recopa d'Europa de futbol 1972-73
La Recopa d'Europa de futbol 1972-73 fou la tretzena edició de la Recopa d'Europa de futbol. La final fou guanyada pel Milan contra el Leeds United; el conjunt italià es convertí en el primer equip que aconseguia guanyar aquesta competició en dues ocasions.

## Primera ronda
| Equip 1                     | Global | Equip 2           | Anada | Tornada |
| --------------------------- | ------ | ----------------- | ----- | ------- |
| SEC Bastia                  | 1-2    | Atlètic de Madrid | 0-0   | 1-2     |
| FC Spartak Moscou           | 1-0    | FC Den Haag       | 1-0   | 0-0     |
| Víkingur                    | 0-11   | Legia Varsòvia    | 0-2   | 0-9     |
| FA Red Boys Differdange     | 1-7    | AC Milan          | 0-1   | 1-6     |
| Pezoporikós Ómilos Làrnakas | 2-6    | Cork Hibernians   | 1-2   | 1-4     |
| FC Schalke 04               | 5-2    | PFC Slavia Sofia  | 2-1   | 3-1     |
| Floriana                    | 1-6    | Ferencvárosi TC   | 1-0   | 0-6     |
| Standard Liège              | 3-4    | Sparta Praga      | 1-0   | 2-4     |
| FC Carl Zeiss Jena          | 8-4    | MP                | 6-1   | 2-3     |
| MKE Ankaragücü              | 1-2    | Leeds United      | 1-1   | 0-1     |
| SK Rapid Wien               | 2(c)-2 | PAOK FC           | 0-0   | 2-2     |
| Rapid Bucureşti             | 3-1    | Landskrona BoIS   | 3-0   | 0-1     |
| Sporting Clube de Portugal  | 3-7    | Hibernian FC      | 2-1   | 1-6     |
| Fremad Amager               | 1-1(c) | KS Besa Kavajë    | 1-1   | 0-0     |
| FC Zürich                   | 2-3    | Wrexham AFC       | 1-1   | 1-2     |
| Hajduk Split                | 2-0    | Fredrikstad FK    | 1-0   | 1-0     |

## Segona ronda
| Equip 1            | Global | Equip 2           | Anada | Tornada |
| ------------------ | ------ | ----------------- | ----- | ------- |
| Atlètic de Madrid  | 5-5(c) | FC Spartak Moscou | 3-4   | 2-1     |
| Legia Varsòvia     | 2-3    | AC Milan          | 1-1   | 1-2(pr) |
| Cork Hibernians    | 0-3    | FC Schalke 04     | 0-0   | 0-3     |
| Ferencvárosi TC    | 3-4    | Sparta Praga      | 2-0   | 1-4     |
| FC Carl Zeiss Jena | 1-1(c) | Leeds United      | 0-0   | 1-1     |
| SK Rapid Wien      | 2-4    | Rapid Bucureşti   | 1-1   | 1-3     |
| Hibernian FC       | 8-2    | KS Besa Kavajë    | 7-1   | 1-1     |
| Wrexham AFC        | 3-3(c) | Hajduk Split      | 3-1   | 0-2     |

## Quarts de final
| Equip 1           | Global | Equip 2         | Anada | Tornada |
| ----------------- | ------ | --------------- | ----- | ------- |
| FC Spartak Moscou | 1-2    | AC Milan        | 0-1   | 1-1     |
| FC Schalke 04     | 2-4    | Sparta Praga    | 2-1   | 0-3     |
| Leeds United      | 8-1    | Rapid Bucureşti | 5-0   | 3-1     |
| Hibernian FC      | 4-5    | Hajduk Split    | 4-2   | 0-3     |

## Semifinals
| Equip 1      | Global | Equip 2      | Anada | Tornada |
| ------------ | ------ | ------------ | ----- | ------- |
| AC Milan     | 2-0    | Sparta Praga | 1-0   | 1-0     |
| Leeds United | 1-0    | Hajduk Split | 1-0   | 0-0     |

## Final
Disputada a l'Estadi Kaftanzoglio, Salònica el 16 de maig de 1973, el MIlan en va sortir victoriós gràcies al gol que marcà Luciano Chiarugi en el minut nou del partit. L'arbitratge del grec Christos Michas va provocar grans suspicàcies entre els seguidors del conjunt anglès, fins al punt que un membre del Parlament Europeu formalitzà una petició a la UEFA per canviar el resultat del partit.
| AC Milan    | 1 – 0 | Leeds United |
| ----------- | ----- | ------------ |
| Chiarugi 9' |       |              |

| Guanyador de la Recopa d'Europa 1972-73 |
| --------------------------------------- |
| AC Milan Segon títol                    |